# كاني سور
كاني سور (بالفارسية: کانی‌سور) هي منطقة سكنية تقع في إيران في ناحية نمشير. يقدر عدد سكانها بـ 1,131 نسمة .